# Hausen ob Rusenberg
Hausen ob Rusenberg ist ein Ortsteil der Gemeinde Attenweiler im Landkreis Biberach in Baden-Württemberg. Der Weiler auf der Gemarkung Attenweiler liegt circa eineinhalb Kilometer nördlich von Attenweiler.

## Geschichte
Der Ort wurde 1192 erstmals als „Husen“ erwähnt. Er war damals im Besitz des Klosters Obermarchtal.
Nach 1806 bis 1972 gehörte Hausen wie Rusenberg zur Gemeinde Moosbeuren und kam dann zu Attenweiler.